# 米爾斯 (內布拉斯加州)
米爾斯（英語：Mills）是位於美國內布拉斯加州基亞帕哈縣的非建制地區。

## 歷史
米爾斯的郵局自1885年營運至今。

## 地理
米爾斯所處的海拔為高於海平面585米（即1919英呎），而該地所採用的時區為UTC-6，即北美中部时区（CST）。同時該地設有夏令時間，為UTC-6調快一小時，即UTC-5（CDT）。